# Манжета
Манжета (манжет, часто во множественном числе — манжеты, от фр. manchette — «рукавчик») — деталь одежды для оформления конечной части рукавов или брючин (штанин).
На рубашках манжеты могут иметь застёжку на пуговицах или запонках.

## Разновидности
- Спортивная манжета (или итальянская манжета) — самый распространённый вид. Представляет одиночный слой ткани, который оборачивается вокруг руки (запястья) и застегивается на пуговицу(ы). Может иметь как одну пуговицу, так и несколько (обычно — две), расположенные последовательно. Такая конструкция позволяет лучше подогнать застёгнутую манжету под полноту руки конкретного человека. Множество людей ошибочно путает спортивную манжету с «напульсниками».[1]
- Комбинированная манжета (или Венская манжета) — рубашки с такой манжетой надевают с фраком.
- Двойная манжета (или Французская манжета) — состоит из двух слоёв ткани, которые заворачиваются сначала вдоль руки, оборачиваются вокруг (запястья) и закрепляются запонкой. Является наиболее официальным вариантом из всех типов манжет. Так, рубашки к смокингу надевают исключительно с французской манжетой. В соответствии с этикетом, рукава таких рубашек не закатываются.[2]

## Описание
Углы манжет прямоугольные, реже закруглённые.
В классическом варианте костюма принято, чтобы манжеты выступали из под рукава пиджака примерно на 1,5 см (англ. «show half an inch of linen»), однако текущие тенденции моды могут несколько изменять этот канон.